# 舍嫩贝格 (巴登-符腾堡州)
舍嫩贝格是德国巴登-符腾堡州的一个市镇。总面积7.43平方公里，总人口333人，其中男性170人，女性163人（2011年12月31日），人口密度45人/平方公里。